# Sofer Sta"m
Pour les articles homonymes, voir Sofer (homonymie).

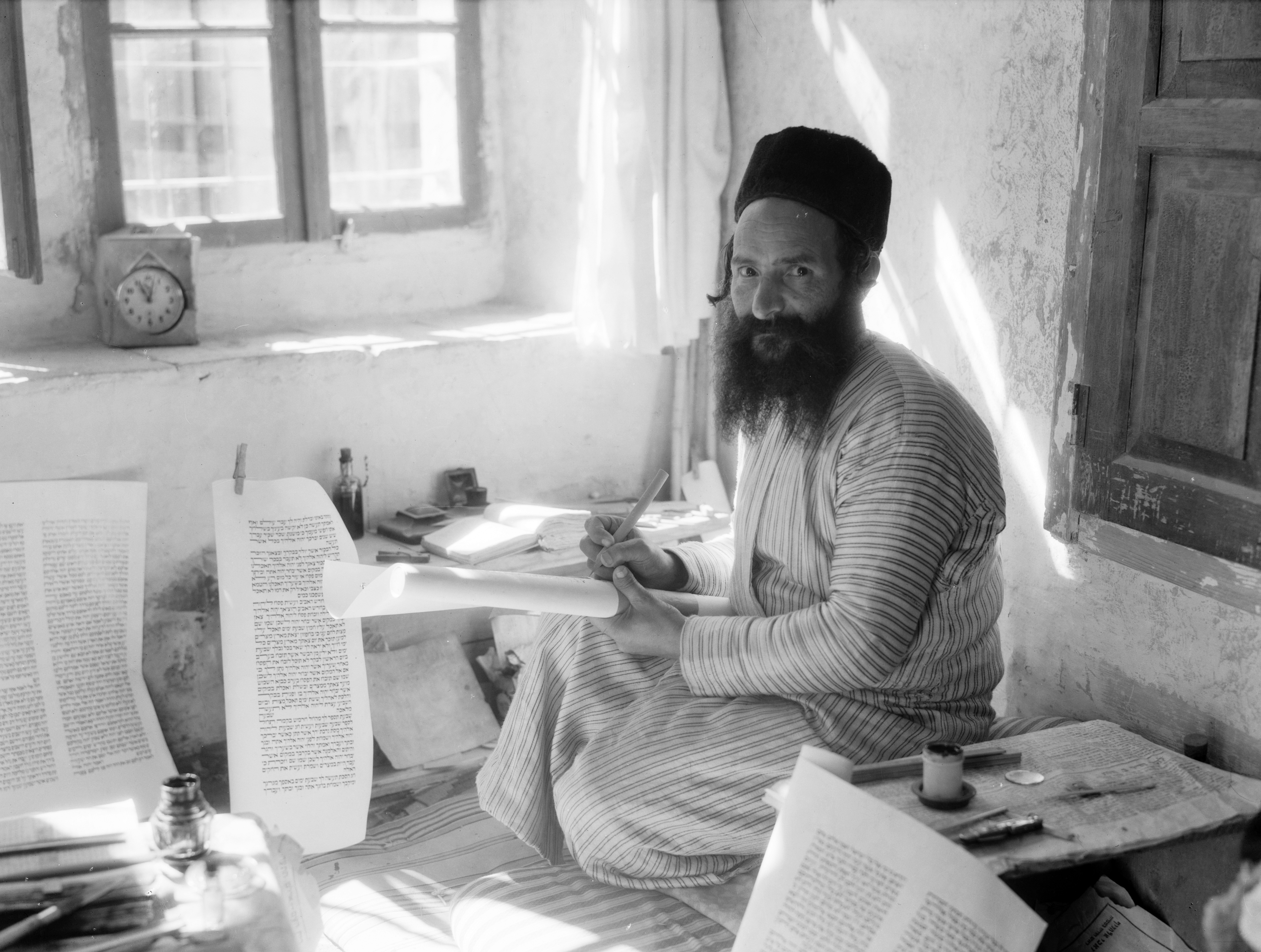
Le sofer Shlomo Washadi
(entre 1934 et 1939)

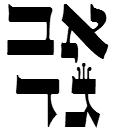
Reproduction informatique des quatre premières lettres de l'alphabet hébraïque, selon la calligraphie traditionnelle

Un sofer sta"m (hébreu : סופר סת"ם - sta"m est un acronyme de sifrei (Torah), tefillin et Mezouzot) est un scribe expert en calligraphie hébraïque dont la fonction est d’écrire des documents sacrés (ainsi que certains textes légaux comme le contrat de mariage ou le libelle de divorce) en  suivant des règles précises, tant par rapport à la forme des lettres qu'aux outils d'écriture.
Cette fonction est également exercée par les femmes, dénommée Soferet, comme Jen Taylor Friedman ou Emeline Vicaire, première soferet française.